# Pressy-sous-Dondin
Pressy-sous-Dondin – miejscowość i gmina we Francji, w regionie Burgundia-Franche-Comté, w departamencie Saona i Loara.
Według danych na rok 1990 gminę zamieszkiwały 72 osoby, a gęstość zaludnienia wynosiła 6 osób/km² (wśród 2044 gmin Burgundii Pressy-sous-Dondin plasuje się na 838. miejscu pod względem liczby ludności, natomiast pod względem powierzchni na miejscu 800.).